# Белхатовський повіт
Белхатовський повіт (пол. powiat bełchatowski) — один з 21 земських повітів Лодзького воєводства Польщі.
Утворений 1 січня 1999 року в результаті адміністративної реформи.

## Загальні дані
Повіт знаходиться у південно-центральній частині воєводства.
Адміністративний центр — місто Белхатув.
Станом на 1.01.2008 населення становить 112 772 осіб, площа 967,64 км².

## Демографія
Демографічні дані повіту станом на 31 grudnia.2007:
|       | Всього  | Всього | Жінки  | Жінки | Чоловіки | Чоловіки |
| ----- | ------- | ------ | ------ | ----- | -------- | -------- |
|       | осіб    | %      | осіб   | %     | осіб     | %        |
| Повіт | 112 772 | 100    | 57 399 | 50,9  | 55 373   | 49,1     |
| Міста | 69 570  | 100    | 35 524 | 51,1  | 34 046   | 48,9     |
| Села  | 43 202  | 100    | 21 327 | 50,6  | 21 327   | 49,4     |